# Ludwig von Fautz
Ludwig Ritter von Fautz (* 20. August 1811 in Wien; † 23. Februar 1880 in Penzing, heute Wien) war Vizeadmiral und Kommandant der Österreichischen Kriegsmarine.

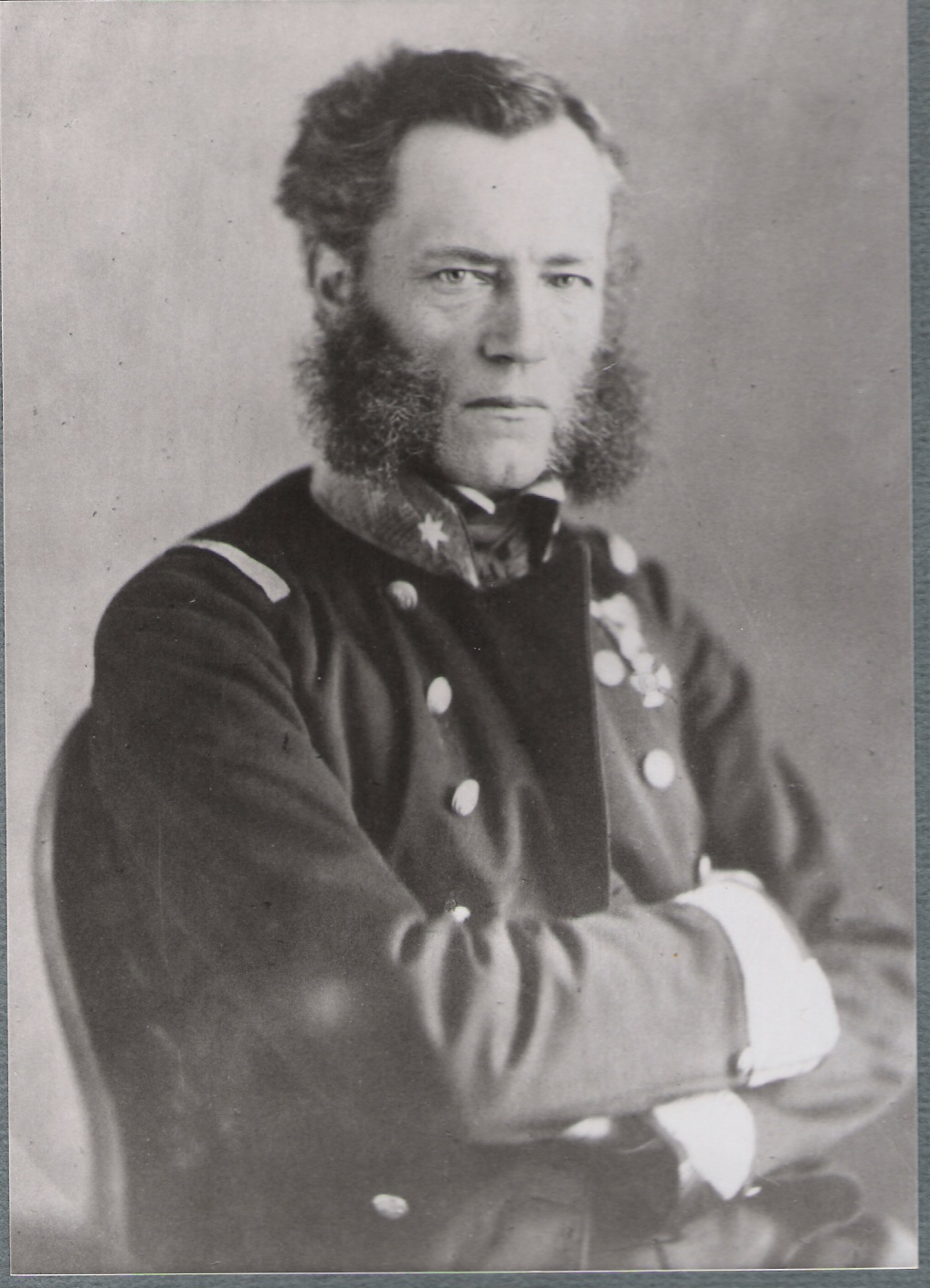
Ludwig Ritter von Fautz als Konteradmiral um 1860

## Leben
Er wurde als Sohn des Anton Moritz Fautz (Tuchfabrikant und Tuchmachermeister) und der Florentina Troclét in Wien geboren. Seine Brüder waren der Oberstleutnant August Fautz Leopoldordensritter († 28. Juli 1859 in Friedek/Schlesien sowie Bataillonskommandeur im Infanterie-Grenadierregiment Nr. 23 Freiherr von Airoldi) und der Major der Arcierenleibgarde Anton von Fautz. Nach dem Eintritt in die Kriegsmarine am 8. März 1826 war Fautz 1829 als Marinekadett bei der Bombardierung marokkanischer Atlantikhäfen, als Reaktion auf die Kaperung eines österreichischen Schiffes durch marokkanische Piraten, dabei. Im Italienischen Krieg 1848/49 war er unter Vizeadmiral Hans Birch Dahlerup an der Blockade von Venedig und der Beschießung von Ancona als Kommandant der Raddampfer SMS Vulkan und SMS Curtatone beteiligt. Dabei erlitt er eine schwere Verwundung (Leberschuß), an deren Folgen er bis zu seinem Lebensende litt. Er erhielt für diesen Einsatz am 14. Juni 1849 für „erwiesene Tapferkeit“ das Ritterkreuz des Leopoldordens verliehen. Auch bei der Aktion der unter dem Kommando von General Lazarus Freiherr von Mamula stehenden Landstreitkräften gegen die Bocche di Cattaro 1849, war Fautz als Geschwaderkommandant beteiligt.
Mit der 1832 erbauten Segelfregatte SMS Venus unternahm er zahlreiche Schulungsfahrten für das Marinekollegium im Mittelmeer und fuhr 1849 nach England, 1849/1850 nach Neapel, Lissabon und Madeira, sowie 1851 nach Westindien, wo er in Saint Thomas, La Guaira in der Bahamasstrasse und auch in Havanna auf Kuba war. Fautz war außerdem Träger des Militärverdienstkreuzes, Kommandeur des päpstlichen Gregoriusorden, des griechischen Erlöserordens, Geheimer Rat sowie Großoffizier des mexikanischen Guadalupe-Ordens.

Urkunde der Nobilitierung aus dem Jahr 1854

Im März 1852 wurde Fautz Kommandant eines Linienschiffes und war einer der ersten österreichischen Linienschiffskapitäne, die ein dampfbetriebenes Schlachtschiff kommandierten. Mit 27. Dezember 1854 wurde er in den erblichen Ritterstand des Österreichischen Kaiserreiches erhoben. 1856 erfolgte die Ernennung zum Konteradmiral. Er war unter Erzherzog Ferdinand Max seit August 1856 Vorstand der neugeschaffenen Marinekanzlei des Kaisers, 1852/1853, 1855 und 1859/1860 Geschwaderkommandant sowie dessen Stellvertreter von 1858 bis 1860.
In der Zeit von 1860 bis 1865 war Fautz Kommandant der gesamten österreichischen Marine, seit 1864 als Vizeadmiral, von Juli 1865 – mit der Abschaffung des Marineministeriums – bis März 1868 diente er als Chef der Marinesektion im k.u.k. Kriegsministerium. Sein Nachfolger wurde Wilhelm von Tegetthoff, mit dem er die Jahre zuvor zahlreiche Differenzen gehabt hatte. 1869 trat er in den endgültigen Ruhestand und stürzte sich in das Abenteuer einer späten Ehe (verh. 28. August 1869 auf Ah. Bewilligung vom 29. Juli 1869 mit der 15-jährigen Hermine Müllern von Schönenbeck), in der er noch Vater wurde (der Sohn wurde der K.u.k. Korvettenkapitän Gustav Heinrich Ritter von Fautz 1878–1922).